# Paracirrhites xanthus
Paracirrhites xanthus és una espècie de peix pertanyent a la família dels cirrítids.

## Descripció
- Pot arribar a fer 10 cm de llargària màxima.[2][3]

## Alimentació
Menja invertebrats, sobretot crustacis.

## Hàbitat
És un peix marí, associat als esculls i de clima tropical (24 °C-26 °C) que viu entre 2 i 10 m de fondària entre els coralls.

## Distribució geogràfica
Es troba al Pacífic oriental central: la Polinèsia, les illes Tuamotu i les illes Carolines.

## Observacions
És inofensiu per als humans.